# Giuseppe Fietta

Kardinalswappen von Giuseppe Fietta

Giuseppe Kardinal Fietta (* 6. November 1883 in Ivrea, Provinz Turin, Italien; † 1. Oktober 1960 ebenda) war ein vatikanischer Diplomat.

## Leben
Giuseppe Fietta studierte an der Päpstlichen Universität Gregoriana die Fächer Katholische Theologie und Philosophie. Er empfing am 4. November 1906 das Sakrament der Priesterweihe und arbeitete anschließend als Persönlicher Sekretär des Bischofs von Alghero, Oristano und Cagliari. In den Jahren 1923 und 1924 leitete Giuseppe Fietta das Seminar von Alghero und arbeitete seelsorglich als Kathedralkanoniker an der örtlichen Bischofskirche.
Papst Pius XI. ernannte ihn im Jahre 1924 zum Sekretär der Apostolischen Nuntiatur in Costa Rica, 1926 zum Internuntius in Zentralamerika. 1926 spendete ihm Kardinal Giovanni Bonzano die Bischofsweihe, nachdem Fietta von Pius XI. zum Titularerzbischof von Serdica ernannt worden war. Mitkonsekratoren waren Ernesto Maria Piovella OSSCA, Erzbischof von Cagliari, und Augustin Blessing CM, Titularbischof von Tegea, Apostolischer Vikar von Limón. Noch im gleichen Jahr erhielt Giuseppe Fietta die Ernennung zum Apostolischen Nuntius für Zentralamerika. 1930 ernannte ihn der Papst zum Apostolischen Nuntius auf Haiti, 1936 betraute er ihn mit der gleichen Aufgabe in Argentinien. Papst Pius XII. ernannte ihn 1953 zum Apostolischen Nuntius in Italien. Papst Johannes XXIII. nahm ihn am 15. Dezember 1958 als Kardinalpriester mit der pro hac vice zur Titelkirche erhobenen Titeldiakonie San Paolo alla Regola in das Kardinalskollegium auf.
Giuseppe Fietta starb am 1. Oktober 1960 in Ivrea und wurde in der dortigen Kathedrale bestattet.

## Ehrungen
- 1954: Großkreuz des Verdienstordens der Italienischen Republik